# لويس بورجوازي (ملحن)
لويس بورجوازي (بالفرنسية: Loys Bourgeois)‏ هو عالم موسيقى وملحن فرنسي، ولد في 1510 في باريس في فرنسا، وتوفي في 1560.

## وصلات خارجية
- لويس بورجوازي على موقع الموسوعة البريطانية (الإنجليزية)
- لويس بورجوازي على موقع ميوزك برينز (الإنجليزية)
- لويس بورجوازي على موقع ديسكوغز (الإنجليزية)